# Silvio Spann
Silvio Spann (sinh ngày 21 tháng 8 năm 1981) là một cầu thủ bóng đá Trinidad và Tobago.
Spann là một tiền vệ, nổi tiếng về sự cần mẫn, thể lực sung mãn và khả năng sút xa. Anh là con trai của Leroy Spann, cựu tuyển thủ quốc gia Trinidad và Tobago.

## Thống kê sự nghiệp
| Đội tuyển bóng đá Trinidad và Tobago | Đội tuyển bóng đá Trinidad và Tobago | Đội tuyển bóng đá Trinidad và Tobago |
| Năm                                  | Trận                                 | Bàn                                  |
| ------------------------------------ | ------------------------------------ | ------------------------------------ |
| 2002                                 | 3                                    | 0                                    |
| 2003                                 | 7                                    | 0                                    |
| 2004                                 | 8                                    | 1                                    |
| 2005                                 | 9                                    | 0                                    |
| 2006                                 | 2                                    | 0                                    |
| 2007                                 | 5                                    | 1                                    |
| 2008                                 | 1                                    | 0                                    |
| 2009                                 | 6                                    | 0                                    |
| Tổng cộng                            | 41                                   | 2                                    |